# Swiss Leaders
Swiss Leaders, bis 2021 Schweizer Kader Organisation – SKO (französisch: Association suisse des cadres ASC; italienisch: Associazione svizzera dei quadri ASQ; bis 1988 Schweizer Werkmeisterverband SWV) ist ein branchenübergreifender, parteipolitisch unabhängiger Verein mit Sitz in Zürich, der sich an Führungskräfte in der Wirtschaft wendet. Swiss Leaders zählt über 10'000 Mitglieder und Firmenpartner aller Wirtschaftssektoren.

## Geschichte
Die Organisation wurde 1893 als «Schweizerischer Werkmeister-Verband» (SWV) gegründet. Anders als bei anderen Organisationen von Angestellten, die sich auf ihre gemeinsamen Bildungsinteressen konzentrierten, stand bei ihm der gemeinsame Status – die sozial prekäre Stellung dieser aus der Arbeiterschaft stammenden, aber zu Vorgesetzten aufsteigenden Gruppe – im Vordergrund. Im frühen 20. Jahrhundert erweiterte der SWV seine Tätigkeit in sozialpolitischer Richtung, wie andere ähnliche Schweizer Verbände auch. 1918 war der SWV Gründungsmitglied der Vereinigung schweizerischer Angestelltenverbände. Die Umbenennung von SWV in SKO erfolgte im Jahr 1988. 2021 wurde der Verband in Swiss Leaders umbenannt.

## Tätigkeit
Swiss Leaders setzt sich mit Themen auseinander, um Führungskräfte, und Entscheidungsträger bei ihren beruflichen Herausforderungen zu begleiten und zu unterstützen. Seine Mitgliedern können verschiedene Services, wie z. B. Rechts- und Finanzdienstleistungen, Themenvorträge, Weiterbildungen und auch Zugang zu einem nationalen und regionalen Kontakt- und Beziehungsnetzwerk nutzen. Swiss Leaders ist zudem seit 2009 Mitglied von CEC European Managers (ein Sozialpartner, der europaweit ungefähr eine Million Führungskräfte vertritt, die jeweils nationalen Dachverbänden und Berufsverbänden angehören und seit Ende der 1980er Jahre erheblich zum Integrationsprozess der EU beiträgt). Swiss Leaders ist auch Mitglied der politischen Allianz unabhängiger Angestellten- und Berufsverbände «die-plattform», Die plattform ist die politische Allianz unabhängiger und lösungsorientierter Angestellten- und Berufsverbände. Mit über 88'000 Mitgliedern. Sie arbeitet an innovativen Lösungen in bildungs-, sozial- und wirtschaftspolitischen Dossiers.
Anfang 2021 startete Swiss Leaders die Sustainable Leaders Initiative, ein Programm zur Unterstützung eines neuen Standards für nachhaltige Managementpraxis in der Schweiz. Im Jahr 2022 wurde die Initiative gemeinsam mit Sanu Future Learning mit einem 8-tägigen Zertifikatslehrgang fortgesetzt. 2022 wurde gemeinsam mit B Lab Schweiz und der Unterstützung von Sanu Future Learning ein Barometer für nachhaltige Führung in der Schweiz entwickelt.
Swiss Leaders ist mit den 3 nationalen Berufsgruppen (nachfolgend) tätig:
- Swiss Trainers & Coaches[6] – Nationale Berufsgruppe für Ausbildungsfachleute, betriebliche Mentoren und Coaches
- Organisation Bauleitung Schweiz – (OBS)[7] – Berufsverband eidg. dipl. Bauleiterinnen und Bauleiter und in der Bauleitung engagierten Fachleute
- Swiss Nurse Leaders[8] – Schweizerische Verband der Führungskräfte in der Pflege

Swiss Leaders setzt sich für eine nachhaltigen Entwicklung des Arbeitsplatzes Schweiz ein und ist 2022 als Gründungsmitglied der Energiespar-Alliance des Bundes beigetreten.

## Organisation
| 1998–2011 | Rolf Büttiker      |
| 2011–2019 | Thomas Weibel      |
| seit 2019 | Dominique de Buman |

Das oberste Organ ist die nationale Delegiertenversammlung. Diese wählt die Verbandsleitung und die Geschäftsprüfungskommission. Daneben existiert eine Präsidentenkonferenz, an der die Vorstände der Basisgruppen vertreten sind und die zur gegenseitigen Information und zur Beratung strategischer Fragen dient. Das operative Geschäft besorgt eine Geschäftsstelle mit Büros in Zürich und Lausanne.

### Publikationen
Das Mitgliedermagazin Leader erscheint 4× jährlich als Printausgabe. Die Auflage liegt bei ca. 10'000 Exemplaren (WEMF Beglaubigung 2022: 7745 Deutsch /1970 Französisch). Darüber hinaus steht das Hausmagazin auch online zur Verfügung. Die Mitglieder erhalten zweiwöchentlich den Swiss Leaders Newsletter und des Weiteren diverse Ratgeber zu führungsrelevanten Themen.